# 長興寺 (かすみがうら市)
長興寺（ちょうこうじ）は、茨城県かすみがうら市にある曹洞宗の寺院。

## 歴史
1602年（慶長7年）、本堂茂親の開基である。茂親は出羽国仙北郡（現・秋田県仙北郡美郷町）の本堂城の城主であったが、1601年（慶長6年）の佐竹氏の秋田移封に伴い、本堂氏は当地に転封となった。当地の領主となった本堂氏の菩提寺として創建された。
本堂氏の石高は1万石に満たなかった（8,500石）ため、江戸時代は旗本（交代寄合）であったが、王政復古後に1万110石であることが認められ、志筑藩を立藩した（維新立藩）。

## 文化財
- 絹本著色涅槃像（茨城県指定有形文化財 昭和41年3月7日指定）[2]
- 本堂家の墓所（かすみがうら市指定文化財 昭和46年8月1日指定）[3]
- 長興寺山門と本堂（かすみがうら市指定文化財 昭和46年8月1日指定）[4]
- 不動明王像及び二童子立像（かすみがうら市指定文化財 昭和46年8月1日指定）[5]

## 交通アクセス
- 路線バス中志筑停留所より徒歩12分。